# Anomala brevihirta
Anomala brevihirta är en skalbaggsart som beskrevs av Lin 1996. Anomala brevihirta ingår i släktet Anomala och familjen Rutelidae. Inga underarter finns listade i Catalogue of Life.